# Прича из Хрватске
Прича из Хрватске је хрватски филм снимљен 1991. године.

## Глумци
- Иво Грегуревић као Лука
- Мустафа Надаревић као Андриja
- Драган Деспот као Илија
- Зоја Одак као Лукина Жена
- Роберт Белинић као млади Иван
- Ана Мамић као млада Марина
- Кристијан Угрина као одрасли Иван
- Маја Ружић као одрасла Марина
- Мартин Сагнер као Комшија
- Нада Абрус као Гертруда Шмидт
- Нада Гаћешић
- Слободан Миловановић
- Едо Перочевић
- Вицко Руић као Поп

## Награде
Пула 92' Златна арена за режију; Златна арена за најбољу женску епизодну улогу Зоји Одак; Вјесникова награда публике Јелен